# Campionato mondiale di hockey su ghiaccio - Prima Divisione
Il Campionato mondiale di hockey su ghiaccio - Prima Divisione è un evento sportivo a cadenza annuale organizzato dalla International Ice Hockey Federation. Tale campionato si disputa in due gironi all'italiana.
Le due squadre nazionali che terminano in ultima posizione il girone salvezza nel Campionato di Gruppo A vengono retrocesse nella Prima Divisione per il campionato mondiale successivo. Le due squadre di Prima Divisione che vincono nei rispettivi gironi hanno il diritto di disputare l'anno successivo il Campionato di Gruppo A, mentre le due squadre giunte ultime nei propri gironi vengono retrocesse in Seconda Divisione.
Il Campionato mondiale di hockey su ghiaccio di Prima Divisione si svolge nell'attuale formato dal 2001, quando le squadre del Pool B e le migliori del Pool C furono accorpate in un'unica Divisione. Dal 2012 fu modificato leggermente il regolamento, suddividendo la Divisione in due sottogruppi, A e B. Le prime due squadre del Gruppo A accedono al Campionato mondiale di Gruppo A, mentre l'ultima retrocede in Prima Divisione - Gruppo B. Nel Gruppo B invece l'ultima classificata retrocede in Seconda Divisione - Gruppo A.

## Prima Divisione

### Gruppo A
Il Campionato mondiale di hockey su ghiaccio - Prima Divisione Gruppo A si è svolto fra il 23 e il 29 aprile 2016 a Katowice, in Polonia.
| Nazionale     | Ranking IIHF (2015) | Divisione nel 2015  |
| ------------- | ------------------- | ------------------- |
| Austria       | 16ª pos.            | Gruppo A            |
| Slovenia      | 14ª pos.            | Gruppo A            |
| Polonia       | 22ª pos.            | Prima Divisione - A |
| Giappone      | 20ª pos.            | Prima Divisione - A |
| Italia        | 18ª pos.            | Prima Divisione - A |
| Corea del Sud | 23ª pos.            | Prima Divisione - B |

### Gruppo B
Il Campionato mondiale di hockey su ghiaccio - Prima Divisione Gruppo B si è svolto fra il 17 e il 23 aprile 2016 a Zagabria, in Croazia.
| Nazionale   | Ranking IIHF (2015) | Divisione nel 2015    |
| ----------- | ------------------- | --------------------- |
| Ucraina     | 21ª pos.            | Prima Divisione - A   |
| Regno Unito | 24ª pos.            | Prima Divisione - B   |
| Lituania    | 26ª pos.            | Prima Divisione - B   |
| Croazia     | 27ª pos.            | Prima Divisione - B   |
| Estonia     | 29ª pos.            | Prima Divisione - B   |
| Romania     | 28ª pos.            | Seconda Divisione - A |

### Risultati
| Anno | Promozioni           | Promozioni      | Retrocessioni   | Retrocessioni    |
| Anno | Gruppo A             | Gruppo A        | II Divisione    | II Divisione     |
| ---- | -------------------- | --------------- | --------------- | ---------------- |
| 2001 | Polonia              | Slovenia        | Lituania        | Estonia          |
| 2002 | Bielorussia          | Danimarca       | Corea del Sud   | Cina             |
| 2003 | Kazakistan           | Francia         | Lituania        | Croazia          |
| 2004 | Bielorussia          | Slovenia        | Belgio          | Corea del Sud    |
| 2005 | Norvegia             | Italia          | Cina            | Romania          |
| 2006 | Germania             | Austria         | Israele         | Croazia          |
| 2007 | Francia              | Slovenia        | Corea del Nord  | Romania          |
| 2008 | Ungheria             | Austria         | Estonia         | Corea del Sud    |
| 2009 | Italia               | Kazakistan      | Romania         | Australia        |
| 2010 | Slovenia             | Austria         | Croazia         | Serbia           |
| 2011 | Italia               | Kazakistan      | Spagna          | Estonia          |
| Anno | Gruppo A             | I Divisione - A | I Divisione - B | II Divisione - A |
| 2012 | Slovenia, Austria    | Corea del Sud   | Ucraina         | Australia        |
| 2013 | Kazakistan, Italia   | Ucraina         | Regno Unito     | Estonia          |
| 2014 | Slovenia, Austria    | Polonia         | Corea del Sud   | Romania          |
| 2015 | Kazakistan, Ungheria | Corea del Sud   | Ucraina         | Paesi Bassi      |
| 2016 | Slovenia, Italia     | Ucraina         | Giappone        | Romania          |

## Pool B

### Campioni 1951-2000
| Anno | Nazionale      |
| ---- | -------------- |
| 1951 | Italia         |
| 1952 | Regno Unito    |
| 1953 | Italia         |
| 1955 | Italia         |
| 1956 | Germania Est   |
| 1959 | Romania        |
| 1961 | Norvegia       |
| 1962 | Giappone       |
| 1963 | Norvegia       |
| 1964 | Polonia        |
| 1965 | Polonia        |
| 1966 | Germania Ovest |
| 1967 | Polonia        |
| 1968 | Jugoslavia     |
| 1969 | Germania Est   |
| 1970 | Stati Uniti    |
| 1971 | Svizzera       |
| 1972 | Polonia        |
| 1973 | Germania Est   |
| 1974 | Stati Uniti    |
| 1975 | Germania Est   |
| 1976 | Romania        |

| Anno | Nazionale    |
| ---- | ------------ |
| 1977 | Germania Est |
| 1978 | Polonia      |
| 1979 | Paesi Bassi  |
| 1981 | Italia       |
| 1982 | Germania Est |
| 1983 | Stati Uniti  |
| 1985 | Polonia      |
| 1986 | Svizzera     |
| 1987 | Polonia      |
| 1989 | Norvegia     |
| 1990 | Svizzera     |
| 1991 | Italia       |
| 1992 | Austria      |
| 1993 | Regno Unito  |
| 1994 | Svizzera     |
| 1995 | Slovacchia   |
| 1996 | Lettonia     |
| 1997 | Bielorussia  |
| 1998 | Ucraina      |
| 1999 | Danimarca    |
| 2000 | Germania     |